# 1984-es magyar asztalitenisz-bajnokság
Az 1984-es magyar asztalitenisz-bajnokság a hatvanhetedik magyar bajnokság volt. A bajnokságot március 2. és 4. között rendezték meg Budapesten, a Statisztika Marczibányi téri csarnokában.

## Eredmények
| Versenyszám  | Arany                                                          | Arany | Ezüst                                                                  | Ezüst | Bronz | Bronz |
| ------------ | -------------------------------------------------------------- | ----- | ---------------------------------------------------------------------- | ----- | --- | ----- |
| Férfi egyéni | Kriston Zsolt Bp. Spartacus                                    |       | Molnár János Bp. Spartacus                                             |       | Gergely Gábor BVSCJónyer István egyesületen kívüli                                                            |       |
| Női egyéni   | Oláh Zsuzsa Statisztika Petőfi SC                              |       | Gál Krisztina Statisztika Petőfi SC                                    |       | Nagy Krisztina Statisztika Petőfi SCBátorfi Csilla Tolnai Vörös Lobogó                                        |       |
| Férfi páros  | Klampár Tibor, Kriston Zsolt Bp. Spartacus                     |       | Káposztás Zoltán, Molnár János Honvéd Kilián KFSE, Bp. Spartacus       |       | Jónyer István, Gergely Gábor egyesületen kívüli, BVSCNozicska József, Frank Béla BVSC                         |       |
| Női páros    | Böhm Gabriella, Gál Krisztina Statisztika Petőfi SC            |       | Bátorfi Csilla, Oláh Zsuzsa Tolnai Vörös Lobogó, Statisztika Petőfi SC |       | Benke Mariann, Faragó Judit Bp. SpartacusSzabó Gabriella, Urbán Edit Statisztika Petőfi SC, BSE               |       |
| Vegyes páros | Molnár János, Oláh Zsuzsa Bp. Spartacus, Statisztika Petőfi SC |       | Kriston Zsolt, Szabó Gabriella Bp. Spartacus, Statisztika Petőfi SC    |       | Szalaba Miklós, Csík Márta Bp. Spartacus, 31. sz. ÉpítőkTakács János, Magos Judit BVSC, Statisztika Petőfi SC |       |